# Algot Bagge

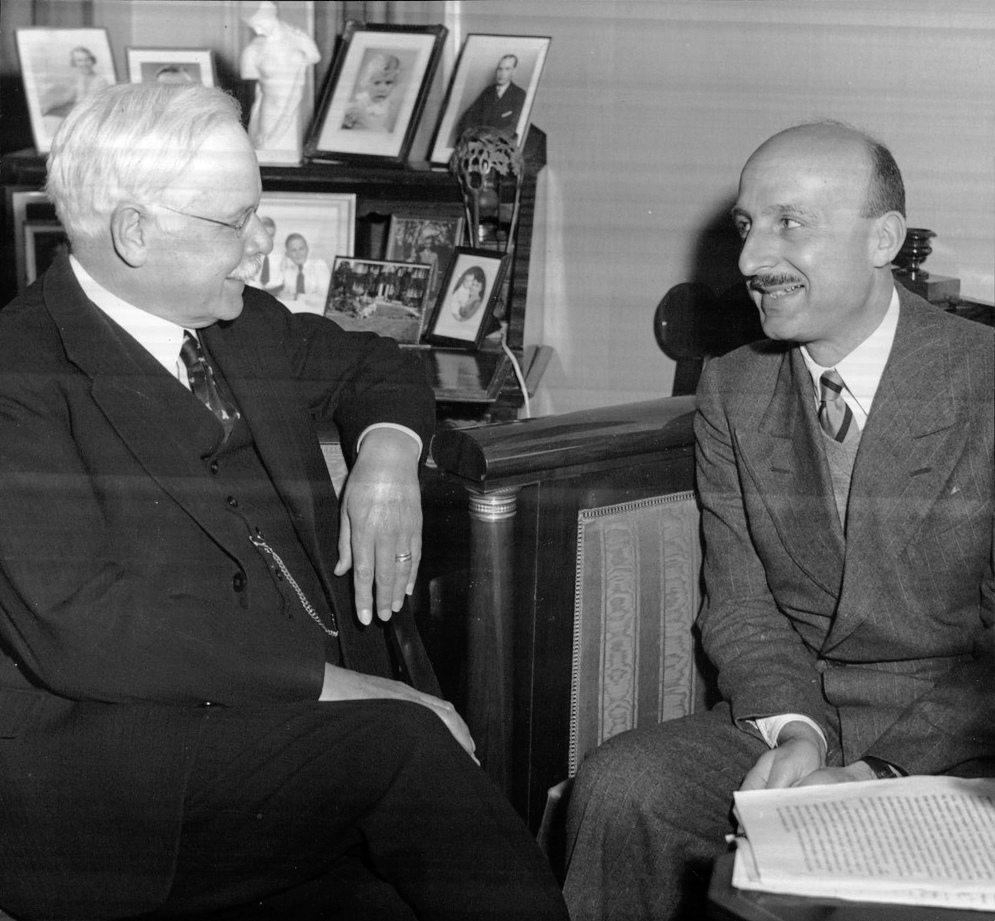
Algot Bagge (till vänster) diskuterar internationell rätt med doktor M. Matteucci.

Algot Fredrik Johan Bagge, född 19 juli 1875 i Maria Magdalena församling, Stockholm, död 3 maj  1971 i Engelbrekts församling, Stockholm
, var en svensk jurist och justitieråd.
Bagge avlade juris kandidatexamen 1899 och utnämndes 1910 till fiskal i Svea hovrätt 1910 där han blev hovrättsråd 1911. År 1915 blev han revisionssekreterare och 1927 häradshövding i Sollentuna och Färentuna domsaga. Bagge biträdde även i justitiedepartementet 1913–1921 vid utarbetande av en rad lagar och lagförslag inom straffprocessen och specialstraffrätten. Han ägnade sig senare åt den internationella sjörätten, som ordförande i sjölagstiftningskommittén 1921 och sakkunnig i Justitiedepartementet vid internationella förhandlingar inom sjörättens område från 1923. Bagge var även president i engelsk-tyska skiljedomstolen i London 1925–1926, och svenska regeringens representant vid skandinaviska sjörättssamarbetet från 1922.
Han var son till bankokommissarie Adolf Bagge och Sigrid Schuberth. Han gifte sig 1913 med Gerda Anna Vilhelmina Antell (1880–1940). Dottern Märta gifte sig 1933 med Birger Broman.